# Red en anillo

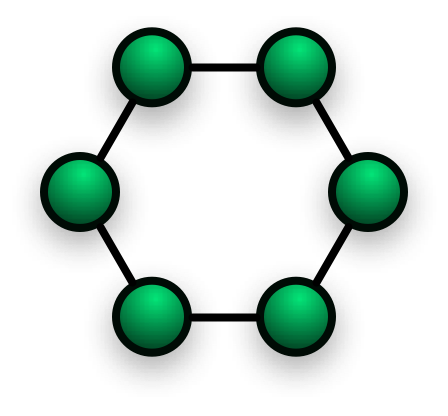
Imagen que muestra el diseño de la topología en anillo.

Una red en anillo es una topología de red en la que cada nodo se conecta exactamente a otros dos nodos, formando una única ruta continua, para las señales a través de cada nodo: un anillo. Los datos viajan de un nodo a otro, y cada nodo maneja cada paquete. 
Los anillos pueden ser unidireccionales, con todo el tráfico en sentido horario o antihorario alrededor del anillo, o bidireccional (como en SONET/SDH). Debido a que una topología en anillo unidireccional proporciona solo una ruta entre dos nodos cualquiera, las redes en anillo unidireccionales pueden verse interrumpidas por la falla de un solo enlace. Una falla de nodo o una rotura de cable podrían aislar cada nodo conectado al anillo. En respuesta, algunas redes de anillo agregan un "anillo de contra-rotación" (C-Ring) para formar una topología redundante: en el caso de una ruptura, los datos se envuelven nuevamente en el anillo complementario antes de llegar al final del cable, manteniendo una ruta a cada nodo a lo largo del C-Ring resultante. Dichas redes de "doble anillo" incluyen el Sistema de señalización por canal común n.º 7 (SS7), el Spartial Reuse Protocol, la Interfaz de datos distribuidos de fibra (FDDI) y el anillo de paquetes resistente. Las redes 802.5 (también conocidas como redes IBM Token Ring), evitan la debilidad de una topología en anillo: en realidad usan una topología en estrella en la capa física y una unidad de acceso a medios (MAU) para imitar un anillo en la capa de enlace de datos. 
Todos los SS7 y algunos anillos SONET/SDH tienen dos conjuntos de enlaces bidireccionales entre nodos. Esto permite el mantenimiento o las fallas en múltiples puntos del anillo por lo general sin perder el tráfico primario en el anillo externo al cambiar el tráfico al anillo interno más allá de los puntos de falla.

## Ventajas
- Red muy ordenada donde cada dispositivo tiene acceso al token y la oportunidad de transmitir.
- Se desempeña mejor que una topología de bus bajo una gran carga de red
- No requiere un nodo central para administrar la conectividad entre las computadoras
- Debido a la configuración de línea de punto a punto de los dispositivos con un dispositivo en cada lado (cada dispositivo está conectado a su vecino inmediato), es bastante fácil de instalar y reconfigurar, ya que agregar o quitar un dispositivo requiere mover solo dos conexiones.
- La configuración de línea punto a punto facilita la identificación y el aislamiento de fallas.
- La reconfiguración de las fallas de línea de los anillos bidireccionales puede ser muy rápida, ya que la conmutación se produce en un nivel alto y, por lo tanto, el tráfico no requiere ser redirigido individualmente.

## Desventajas
- Una estación de trabajo defectuosa puede crear problemas para toda la red. Esto se puede resolver utilizando un anillo doble o un switch que cierre la interrupción.
- Mover, agregar y cambiar los dispositivos puede afectar la red
- El retraso en la comunicación es directamente proporcional al número de nodos en la caja de cambios
- El ancho de banda se comparte en todos los enlaces entre dispositivos
- Más difícil de configurar que una topología en estrella

## Protocolos de acceso
Los anillos se pueden usar para transportar circuitos o paquetes o una combinación de ambos. Los anillos SDH llevan circuitos. Los circuitos se configuran con protocolos de señalización  fuera de banda, mientras que los paquetes generalmente se transportan a través de un Protocolo de control de acceso al medio (MAC). 
El propósito del control de acceso a los medios es determinar qué estación transmite cuándo. Como en cualquier protocolo MAC, los objetivos son resolver disputas en la conectividad. Hay tres clases principales de protocolos de acceso a medios para redes de anillo: de ranura, de token, y de inserción de registro. 
El anillo de ranura trata la latencia de la red de anillo como un gran registro de desplazamiento que gira permanentemente. Se formatea en las llamadas ranuras de tamaño fijo. Una ranura está llena o vacía, como lo indican los indicadores de control en la parte superior de la ranura. Una estación que desea transmitir espera una ranura vacía y coloca datos. Otras estaciones pueden copiar los datos y liberar la ranura, o pueden circular de nuevo hasta la fuente, que la libera. Una ventaja de este esquema es que el emisor no puede volver a insertar otro paquete inmediatamente, evitando así el acaparamiento de ancho de banda. El ejemplo preeminente del anillo de ranura es el Cambridge Ring.

## Conceptos erróneos
•	"Token Ring es un ejemplo de una topología de anillo". Las redes 802.5 (Token Ring) no usan una topología de anillo en la capa 1. Como se explicó anteriormente, las redes IBM Token Ring (802.5) imitan un anillo en la capa 2 pero usan una estrella física en la capa 1.
•	"Los anillos previenen las colisiones". El término "anillo" solo se refiere a la disposición de los cables. Es cierto que no hay colisiones en un Token Ring de IBM, pero esto se debe al método de control de acceso a los medios de la capa 2, no a la topología física (que de nuevo es una estrella, no un anillo). Los pasos del token evitan las colisiones, no la topología en si.
•	"El pase del token ocurre en los anillos". El paso de tokens es una forma de administrar el acceso al medio, implementado en la subcapa MAC de la capa 2. La topología de anillo es el diseño del cable en la capa uno. Es posible hacer token pasando en un bus (802.4) una estrella (802.5) o un anillo (FDDI). El paso de token no está restringido a los anillos.